# الکسی کودرین
الکسی لئونیدوویچ کودرین (روسی: Алексе́й Леони́дович Ку́дрин؛ IPA: [ɐlʲɪˈksʲej lʲɪɐˈnʲidəvʲɪtɕ ˈkudrʲɪn]؛ زادهٔ ۱۲ اکتبر ۱۹۶۰) یک سیاستمدار لیبرال و اقتصاددان روسی است که از مه ۲۰۱۸ به عنوان چهارمین رئیس اتاق محاسبات روسیه فعالیت می‌کند. در دولت روسیه از مه ۲۰۰۰ تا سپتامبر ۲۰۱۱ به عنوان وزیر دارایی روسیه خدمت کرد. کودرین پس از فارغ‌التحصیلی در رشته‌های مالی و اقتصاد، در مدیریت شهردار لیبرال سن‌پترزبورگ، آناتولی سابچاک کار کرد. در سال ۱۹۹۶، در اداره ریاست‌جمهوری بوریس یلتسین شروع به کار کرد. او در ۲۸ مه ۲۰۰۰ به عنوان وزیر دارایی منصوب شد و به مدت ۱۱ سال در این سمت بود که او را به طولانی‌ترین وزیر دارایی در روسیه پس از  شوروی تبدیل کرد. علاوه‌براین او از سال ۲۰۰۰ تا ۲۰۰۴ و از سال ۲۰۰۷ تا ۲۰۱۱، معاون نخست‌وزیر بود. کودرین به عنوان وزیر دارایی، به‌طور گسترده با مدیریت مالی محتاطانه، تعهد به اصلاح مالیات و بودجه و نیز حمایت از بازار آزاد اعتبار داشت.